# Colossendeis hoeki
Colossendeis hoeki is een zeespin uit de familie Colossendeidae. De soort behoort tot het geslacht Colossendeis. Colossendeis hoeki werd in 1944 voor het eerst wetenschappelijk beschreven door Gordon. 